# Любовь вдовца
«Любовь вдовца» (англ. Everwood) также известен под названием «Эвервуд — город на холме» — американский драматический телесериал, выходивший на канале The WB на протяжении 4 сезонов с сентября 2002 по июнь 2006 года. Действие сериала происходит в маленьком городке Эвервуд в штате Колорадо. После слияния каналов The WB и UPN и образования компании The CW Television Network было принято решение о закрытии шоу. Автор сериала — Грег Берланти.

## Сюжет

### Сезон 1
После смерти жены Джулии, известный врач Энди Браун переезжает из Нью-Йорка вместе со своим сыном Эфрумом и дочерью Делией в тихий городок под названием Эвервуд. Там Энди начинает врачебную практику, принимая жителей города бесплатно. У Энди есть конкурент в лице доктора Гарольда Эббота, чья мать, Эдна, начинает работать медсестрой у Энди. Между тем, Эфрум пытается освоиться в школе и быстро находит общий язык с Эми, дочерью Гарольда. Эфрум влюбляется в девушку, она тоже испытывает к юноше чувства, но нечто омрачает их дружбу — возлюбленный Эми, Колин, попал в аварию вместе с её братом Брайтом, и сейчас Колин находится в коме. Эми надеется, что Эфрум уговорит своего отца помочь Колину. Энди тоже нелегко осваиваться на новом месте, но ему помогает соседка — официантка Нина Фини, воспитывающая сына Сэма, пока её муж Карл ездит по стране, зарабатывая деньги.
Недавно овдовевшая Эдна выходит замуж за путешественника Эрва Харпера, который устраивается на работу водителем школьного автобуса. Эфрум уделяет много времени игре на рояле, так как хочет поступить в престижную Джульярдскую школу. Энди находит ему молодого преподавателя, закрутившего роман со своей ученицей Кейт — результатом этих отношений становится нежелательная беременность. В итоге, Энди помогает Колину и тот приходит в себя, но через некоторое время юноше вновь требуется операция. Колин просит в случае опасности не реанимировать его, а позволить умереть.

### Сезон 2
После смерти Колина у Эми начинается депрессия, и она уходит из дома, начав встречаться с проблемным подростком Томми, который известен всей школе, как наркодилер. Энди чувствует свою вину перед родителями Колина, Эми и всем городом, но быстро находит их прощение. В город приезжает Линда Эббот, дочь Эдны и сестра Гарольда. Она проявляет интерес к Энди, и это взаимно, но когда выясняется, что работая в Африке, Линда заразилась ВИЧ-инфекцией, всё меняется для жителей маленького городка — так как Эбботы вели совместную практику и скрывали факт болезни Линды, их клинику лишают лицензии. Вскоре Линда понимает, что лучшее решение — уехать из Эвервуда. Между тем, Эфрум начинает встречаться со своей няней — совершеннолетней Мэдисон, увлекающейся музыкой. Постепенно под давлением Энди и окружающих, молодые люди расстаются, но через некоторое время Мэдисон появляется в приёмной Энди и говорит, что ждёт ребёнка. Мужчина просит Мэдисон не рассказывать об этом Эфруму, а он оплатит все расходы на малыша.

### Сезон 3
Вскоре правда о Мэдисон открывается Эфруму и отношения с отцом накаляются. Юноша хочет найти малыша, но вскоре понимает, что сейчас ребёнку лучше у приёмных родителей. Расстроенный Эфрум даже не появляется на прослушивании в Джулиарде и упускает возможность поступить в академию. Энди начинает лечить безнадёжного больного и не замечает, как у него начинается роман с его женой Амандой. Между тем, в городе появляется молодой пластический хирург Джейк, у которого начинает работать Эдна сразу же после того, как Энди и Гарольд решают открыть совместную практику. У Джейка начинается роман с Ниной, у которой теперь живёт дочь ей подруги, Ханна, влюбившаяся в Брайта. Роуз, жена Гарольда, узнаёт, что у неё рак. Теперь ничто не мешает воссоединению Эфрума и Эми, но только юноша чувствует, что все, кому он верил, предали его — после того, как Энди рассказывает о Мэдисон Гарольду, об этом узнаёт и Эми, вынужденная также скрывать тайну от Эфрума.

### Сезон 4
Вернувшись из Европы, Эфрум пытается наладить отношения с отцом, но предпочитает снимать квартиру с Брайтом и будущим медиком Ридом, с которым у Эми начинается короткий роман. Эфрум решает заняться преподаванием, и помогает подростку-гею Кайлу поступить в Джулиард. Брайта беспокоит, что Ханна не собирается заниматься сексом до брака, хотя сильно любит её. Энди наблюдает, как развиваются отношения Джейка и Нины, узнавшей, что Джейк — бывший алкоголик. Эфрум признаётся в любви Эми, но девушка отвечает, что хоть и любит его, хочет узнать жизнь, и в данный момент не готова к серьёзным отношениям. Рид быстро становится частью компании, но растущая нагрузка даёт о себе знать — юношу выгоняют из университета, и он пытается покончить с собой. К счастью, его вовремя находит Эфрум. Выписавшись из больницы, мальчик решает вернуться домой к родителям. Книгу Эрва наконец публикуют и он вместе с Эдной отправляется в турне, в котором Эдна знакомится с Кэсси, дочерью Эрва. Подавшись искушению, Брайт проводит ночь с обворожительной Адой и признаётся в этом Ханне — девушка расстаётся с ним. Однако после несчастного случая, девушка понимает, как ей дорог Брайт и прощает его. Хотя отношения остаются исключительно дружескими.

## В ролях

### Основной состав
- Трит Уильямс — Доктор Эндрю Браун
- Грегори Смит — Эфрем Браун
- Эмили Ванкамп — Эми Эббот
- Дебра Муни — Эдна Харпер
- Джон Бизли — Ирв Харпер
- Вивьен Кардоне — Дилия Браун
- Крис Прэтт — Брайт Эббот
- Том Амандес — Доктор Гарольд Эббот-Младший
- Стефани Низник — Нина Фини
- Мэррилин Ганн — Роуз Эббот

### Приглашённые звёзды
- Скотт Вульф — Доктор Джейк Хартман (38 эпизодов)
- Сара Дрю — Ханна Роджерс (38 эпизодов)
- Джан Броберг — Луиз (32 эпизода)
- Сара Ланкастер — Мэдисон Келлнер (20 эпизодов)
- Марсия Кросс — Доктор Линда Эббот (18 эпизодов)
- Майк Ирвин — Колин Харт (15 эпизодов)
- Джастин Балдони — Рид Бардэм (15 эпизодов)
- Нора Зехетнер — Лэйни Харт (12 эпизодов)
- Энн Хеч — Аманда Хэйс (10 эпизодов)
- Пол Уэсли — Томми Кэллахан (9 эпизодов)
- Стивен Р. МакКуин — Кайл Хантер (7 эпизодов)
- Бренда Стронг — Джулия Браун (5 эпизодов)
- Чарли Уэбер — Джей (5 эпизодов)
- Дилан Уолш — Карл Фини (3 эпизода)
- Филип Бэйкер Холл — Доктор Дональд Даглас (3 эпизода)
- Келли Карлсон — Ада (3 эпизода)
- Кейт Мара — Кейт Моррис (2 эпизода)
- Лиза Вальц — Дайан Шумахер (2 эпизода)
- Брук Невин — Элли (1 эпизод)

## Производство

### Съёмки
Съёмки проходили в Огдене, Сауз Солт Лейк и Дрэпер — не считая пилотного эпизода, который отсняли в городах Канмор, Денвер и Калгери.

### Финал сериала
Финал сериала вышел в эфир в понедельник, 5 июня 2006 года, собрав у экрана 4,07 миллиона зрителей. Сценарий финала писался как и финал сезона, так и сериала — после слияния каналов «WB» и «UPN» и образования «CW Television Network» будущее сериала оставалось неясным. В итоге, авторы написали два финала: тот, что вышел в эфире и сцену, в которой появляется Мэдисон, создавая новую сюжетную линию для пятого сезона. Также, в начальной версии сценария эпизода, действие переносилось на 40 лет вперёд на похороны Энди. Однако от этой идеи отказались, так как нужны были дополнительные средства, а продюсеры надеялись, что шоу вернётся в новом сезоне.
Сериал был закрыт во многом для того, чтобы сконцентрировать бюджет канала для сериалов «Беглецы», который Дон Острофф закрыл после выхода третьего эпизода, и нового сезона «Седьмые небеса», который также подготовил финал сериала. Финал «Седьмых небес» посмотрели около 7 миллионов зрителей, а финал «Эвервуда» — около 4 миллионов, что помогло бы попасть сериалу в 5-ку лидеров, список которых был составлен в следующем году.

## Релиз

### Показ
Со 2 октября 2006 года повторы шоу были показаны на канале ABC Family. В Канаде повторы оказывались по четвергам на канале VisionTV. В Великобритании трансляция идёт на канале E4.
В России сериал транслировался на канале НТВ под названием «Любовь вдовца» — были показаны все четыре сезона сериала.

### Критика
Роберт Бианко из «USA Today» не выразил особого восторга после премьеры шоу и присвоил 2 звезды из 4-х. Бианко отметил, что главная проблема сериала в том, что «непонятно, когда кукурузного сиропа становится слишком много», так как все сюжетные линии — сплошные клише. С другой стороны, обозреватель написал, что «в попытке найти подходящего компаньона для „Седьмых небес“ авторы нашли идеальный вариант — пейзажи великолепны, у Смита есть потенциал звезды, а Уилльямс довольно привлекателен — когда сценарий не заставляет его вести себя, словно его герой сумасшедший».
Представители организации «Parents Television Council» назвали сериал «самым худшим шоу для семейного просмотра» в сезоне 2003—2004 годов. Организация раскритиковала сериал за его отношение к вопросам секса — «особенно в отношении подростков», а также «как показывающее подросткам, что у беспорядочного секса нет последствий». «Entertainment Weekly», как бы там ни было, высоко оценил третий сезон сериала, поставив ему «A-» со словами «мыльные сюжеты — неожиданная беременность и взросление — раскрываются в сериале мастерски».
В 2003 году журнал «TV Guide» назвал сериал «Лучшим из тех, что вы до сих пор не видели».

### Рейтинги
Сезонные рейтинги сериала предоставлены каналом The WB.
| Сезон | Время показа | Премьера         | Окончание   | ТВ-сезон  | Рейтинг | Рейтинг канала | Кол-во зрителей (в млн. человек) |
| ----- | --- | ---------------- | ----------- | --------- | ------- | -------------- | -------------------------------- |
| 1     | Понедельник, 21:00 | 16 сентября 2002 | 19 мая 2003 | 2002-2003 | #124    | #3/17          | 4.8                              |
| 2     | Понедельник, 21:00 | 15 сентября 2003 | 10 мая 2004 | 2003-2004 | #109    | #4/19          | 4.6                              |
| 3     | Понедельник 21:00 | 13 сентября 2004 | 23 мая 2005 | 2004-2005 | #117    | #4/19          | 4.3                              |
| 4     | Четверг, 21:00 (29 сентября 2005 — 8 декабря 2005) Понедельник, 20:00 (27 марта 2006) Понедельник, 21:00 (3 апреля 2006 — 29 мая 2006) Понедельник, 20:00 (5 июня 2006) | 29 сентября 2005 | 5 июня 2006 | 2005-2006 | #130    | #6/19          | 3.6                              |

### Награды
Сериал получил две премии «Эмми» — за «Лучшую главную музыкальную тему» (2003), написанную Блейком Нили, и за «Лучшее гостевое появление в драматическом сериале» (2004) Джеймсу Эрлу Донсу за роль Уилла Кливленда.
Трит Уилльямс получил две номинации на премию «Гильдии кино-актёров» в 2003 и 2004 годах за исполнение роли доктора Энди Брауна.

## Продукция

### Саундтрек
1. «Lonely People» — Jars Of Clay
2. «Trouble» — Кристин Херш
3. «These Days» — Griffin House
4. «The Only Living Boy In New York» — David Mead
5. «Summer Breeze» — Джейсон Мраз
6. «Father & Son» — Leigh Nash
7. «The Harder They Come» — Guster
8. «Don’t Be Shy» — Travis
9. «Operator (That’s Not The Way It Feels)» — Toby Lightman
10. «The First Time Ever I Saw Your Face» — Stereophonics
11. «Cathedrals» — Jump Little Children
12. «Main Title Theme From Everwood» — Blake Neely
13. «A Love Song» — Трит Уильямс

### DVD
Компания «Warner Home Video» выпустила весь сериал на DVD в первом регионе. Большая часть музыки для релиза была заменена. Сериал также издавался во втором регионе: в Германии и Нидерландах, а первые два сезона — и в Венгрии. В четвёртом регионе — в Австралии — выходил лишь первый сезон.
| Название                   | Кол-во эпизодов | Дата релиза     | Дата релиза      |
| Название                   | Кол-во эпизодов | Регион 1        | Регион 2         |
| -------------------------- | --------------- | --------------- | ---------------- |
| The Complete First Season  | 23              | 7 сентября 2004 | 15 сентября 2010 |
| The Complete Second Season | 22              | 16 июня 2009    | 1 декабря 2010   |
| The Complete Third Season  | 22              | 15 июня 2010    | 9 февраля 2011   |
| The Complete Fourth Season | 22              | 2 августа 2011  | 24 августа 2011  |